# Podlog v Savinjski Dolini
Podlog v Savinjski Dolini – wieś w Słowenii, w gminie Žalec. W 2018 roku liczyła 342 mieszkańców.